# Frankie Michaels
Frankie Michaels, pseudonimo di Francis Michael Chernesky (Bridgeport, 5 maggio 1955 – Chittenango, 30 marzo 2016), è stato un attore statunitense.
Nel 1966 ha recitato a Broadway nel musical Mame con Angela Lansbury e per la sua performance nel ruolo di Patrick Dennis da bambino ha vinto il Tony Award al miglior attore non protagonista in un musical. Con i suoi 11 anni, Michaels risulta essere il più giovane vincitore di un Tony Award.

## Filmografia

### Televisione
- Così gira il mondo - serie TV, 1 episodio (1966)